# مارك شيرود
مارك شيرود (بالإنجليزية: Mark Sherrod)‏ (13 أغسطس 1990 بنوكسفيل في الولايات المتحدة - ) هو لاعب كرة قدم أمريكي في مركز الهجوم. لعب مع سان خوسيه إيرثكويكس وهيوستن دينامو وCapital FC ‏ وChattanooga FC ‏ ونادي ساكارامينتو ريببلك.

## روابط خارجية
- مارك شيرود على موقع الدوري الأمريكي (الإنجليزية)
- مارك شيرود على موقع قاعدة بيانات كرة القدم.إي يو (الإنجليزية)
- مارك شيرود على موقع Soccerway.com (الإنجليزية)
- مارك شيرود على موقع عالم كرة القدم.نت (الإنجليزية)
- مارك شيرود على موقع AS.com (الإسبانية)